# 中国致公党浙江省委员会
中国致公党浙江省委员会，简称致公党浙江省委、浙江致公党，是中国致公党在浙江省的地方组织。